# Skolebakken
Skolebakken er en kortere gennemgående gade i Aarhus mellem de større gader Havnegade og Kystvejen. Havnens lange trafikgade starter ved Europaplads og bliver til Havnegade, senere til Skolebakken, derefter til Kystvejen over Nørreport til Skovvejen og munder ud i Dronning Margrethes Vej. 
Skolebakken grænser op mod Skolegyde og er i et stykke parallelt med Skolegade. Vejnavnene er henviser til Aarhus Katedralskole som kan tilgås fra disse.  
Skolebakken var med sin døgntrafik på 36900 biler og med den daværende grenaabane, en barriere imellem havn og by. Efter Aarhus Letbane har erstattet regionaltoget, er området åbnet op mod havnen.
Gaden har sit eget passagerstop på letbanen, nemlig Skolebakken station.